# Deathstroke
Deathstroke (noto anche come "Deathstroke il Terminator"), il cui vero nome è Slade Joseph Wilson, è un personaggio dei fumetti statunitensi pubblicati da DC Comics, creato da Marv Wolfman e George Pérez e apparso per la prima volta sulle pagine di Titani (vol. 1) n. 2 del dicembre 1980.
È un letale mercenario ed assassino professionista che appare come ricorrente avversario di Batman e soprattutto di Dick Grayson / Nightwing e dei Giovani Titani, del quale è l'antagonista principale.
Posizionato al trentaduesimo posto nella classifica dei più grandi cattivi nella storia dei fumetti secondo IGN mentre Wizard l'ha inserito al ventiquattresimo posto nella classifica dei più grandi villain di tutti i tempi dei fumetti.

## Storia editoriale
Deathstroke venne creato come avversario dei Teen Titans, da Wolfman e Perez all'inizio degli anni ottanta. Successivamente, gli venne dedicata una serie regolare, intitolata Deathstroke the Terminator, nel 1991 (rinominata Deathstroke the Hunted per i numeri 0 e 41-45 e poi semplicemente Deathstroke dal 46 al 60). 
La serie venne, tuttavia, cancellata dopo l'evento Ora zero - Crisi nel tempo con il numero 60 (vennero pubblicati anche 4 annual).

## Biografia

### Antefatti

#### Nell'esercito
Slade Wilson, a sedici anni, si arruolò nell'esercito statunitense mentendo sulla propria età. Dopo aver trascorso un periodo in Corea, venne promosso al grado di maggiore e, intorno al 1960, incontrò la sua futura moglie, l'allora capitano Adeline Kane, cui venne affidato il compito di formare i giovani soldati, in previsione delle missioni che avrebbero dovuto svolgere in Vietnam. Adeline rimase subito stupita dalle abilità già possedute da Slade e di come quest'ultimo si adattò rapidamente alle moderne tattiche di guerriglia; si rese conto che era senza dubbio il combattente più abile che avesse mai incontrato e se ne innamorò. Slade venne promosso al grado di tenente colonnello (grazie anche alla rapidità eccezionale con cui prendeva padronanza di ogni forma di combattimento) e, sei mesi dopo la promozione, lui ed Adeline si sposarono.
Poco dopo, Slade venne mandato in Vietnam e Adeline diede alla luce Grant. In seguito, venne selezionato per un esperimento medico (concepito per stimolare la ghiandola surrenale) nella speranza di aumentare le capacità di un soldato di resistere al siero della verità. Slade, dopo l'esperimento, scoprì di essere in possesso di doti fuori dal comune; le capacità atletiche aumentarono fino al limite delle possibilità umane ma furono le capacità psichiche ad aver avuto un cambiamento davvero stupefacente: accrebbero ad un livello paragonabile a quello di un computer. 
Tuttavia, Slade venne costretto a disobbedire agli ordini impartitigli, cosa che non aveva mai fatto prima: infatti, un certo generale Sampson che provando rancore nei confronti di un suo sottoposto (ed amico di vecchia data di Slade) di nome William Wintergreen, aveva mandato quest'ultimo in una missione suicida. Slade disobbedì all'ordine di non effettuare una missione di salvataggio (per evitare che altri soldati cadessero in mani nemiche), correndo in aiuto del suo amico, riuscendo a salvarlo ma venendo costretto a dire addio al suo futuro nell'esercito; infatti, chiunque vide nel suo gesto di ribellione soltanto un sintomo di squilibrio mentale, dovuto probabilmente all'esperimento cui era stato sottoposto. 
Slade pertanto venne considerato non più idoneo alla vita militare e quindi inservibile: cadde in depressione poiché non poteva più servire il proprio paese. In questo periodo, Adeline rimase incinta del loro secondo figlio, Joseph.

#### Carriera mercenaria
Rassegnatosi definitivamente alla fine della carriera militare, Slade decise di diventare un cacciatore da safari; non riuscendo però a stare lontano dal pericolo, abbandonò il lavoro e divenne un famoso mercenario sotto il nome di Deathstroke il Terminator, riuscendo a guadagnare grandi ricchezze. Neanche la famiglia era a conoscenza della doppia identità di Slade, anche se iniziò ad avere dei sospetti. 
Qualche anno dopo, un gruppo di mercenari fece irruzione nella villa dei Wilson, rapendo il piccolo Joseph, nonostante l'intervento di Adeline. Una volta scoperto l'accaduto, Slade capì di non poter nascondere la verità a sua moglie e quindi le rivelò la sua vera occupazione durante gli anni precedenti; promise ad Adeline di salvare loro figlio e insieme scoprirono che quest'ultimo venne rapito per ordine di un mercenario noto come Sciacallo: interessato a informazioni segrete in possesso di Slade, era disposto a uccidere Joseph pur di averle. Slade, avendo fiducia nelle proprie capacità, decise di non accettare le condizioni impostegli e di neutralizzare tutti gli uomini dello Sciacallo prima che potessero fare del male a Joseph; durante il combattimento, però, avvenne un imprevisto: uno dei criminali tentò di tagliare la gola del piccolo ostaggio e, nonostante l'intervento di Slade, gli recise le corde vocali, rendendolo muto. 
Dopo averlo portato all'ospedale, Adeline (furiosa per come Slade avesse messo in pericolo la vita della famiglia) tentò di ucciderlo sparandogli in testa ma riuscì soltanto ad accecargli l'occhio destro. Slade fu dunque costretto ad abbandonare la famiglia e decise di abbracciare completamente la carriera di mercenario; la separazione con Adeline fu terribile e non smise mai di amarla (tuttavia, ebbe una relazione con un'altra donna, di nome Lilian, che gli diede una figlia: Rose).

### I Teen Titans

Damian Wayne contro Deathstroke, sulla copertina di Giovani Titani n. 48.

#### Come nemico
Molti anni dopo, Deathstroke incrocia la sua strada con quella dei Teen Titans comandati da Robin, diventandone un acerrimo nemico: infatti, suo figlio maggiore, Grant Wilson (noto con il nome in codice di Ravager), diventato anche lui mercenario, si era sottoposto a un trattamento per migliorare le sue già straordinarie doti fisiche (allo scopo di adempiere a un contratto, dove accettava di catturare o uccidere la giovane squadra di supereroi); tuttavia, proprio questi miglioramenti gli furono fatali e Grant rimase ucciso; di conseguenza, il padre decide di portare a termine l'incarico del figlio. 
In un primo momento, prova ad attaccare i Titans senza riuscire a sconfiggerli ma, in un secondo momento, riesce a catturarli grazie all'introduzione della giovane geocinetica Terra (di cui era anche l'amante oltre che il maestro) come spia all'interno del gruppo. Questo successo viene vanificato proprio da suo figlio minore Joseph, unitosi anche lui al gruppo di giovani supereroi con il nome in codice di Jericho; Deathstroke, non sentendosela di combattere contro suo figlio, non oppone resistenza e permette ai poteri mentali di Joseph di prendere il controllo del suo corpo e di liberare gli ostaggi che a loro volta catturano il mercenario e fanno in modo che venga processato per i suoi crimini. 
Tuttavia, il processo viene deliberatamente sabotato da Beast Boy, in modo da poter uccidere, di persona, Deathstroke (ritenendolo responsabile del tradimento di Terra nei confronti dei Titans) ma quando si ritrovano faccia a faccia, Beast Boy, provando empatia nei confronti dell'avversario, capisce che Terra è l'unica responsabile delle proprie scelte e dunque si separano in modo pacifico.

#### Come alleato
Mesi dopo, Deathstroke incontra nuovamente i Titans mentre stavano indagando su una piaga misteriosa legata a un gruppo di uomini-bestia biologicamente modificati (uno dei quali, era l'obiettivo di un assassinio che avrebbe dovuto compiere il mercenario stesso). Quando anche Wonder Girl e Raven vengono colpite dall'epidemia, aiuta i Titans a distruggere gli uomini-bestia e a trovare una cura per il contagio; poco dopo, aiuta ancora i Titans quando la maggior parte di loro viene rapita dalla Wildebeest Society, scoprendo che il capo della Society era Jericho stesso: posseduto dalle anime corrotte di Azarath che lo avevano usato e intendevano continuare a usarlo per catturare i Titans (e, in seguito, attingere da loro l'energia per sopravvivere, causando la morte ai giovani supereroi). Per pochi istanti, però, Jericho si libera e implora suo padre di ucciderlo. 
Per risparmiare ulteriore dolore al figlio (e per salvare la vita ai restanti Titans), Deathstroke è costretto a trafiggergli il cuore con la spada, uccidendolo. Questo gesto continua, tuttora, a perseguitarlo (anche se, a sua insaputa, Jericho è sopravvissuto grazie ai propri poteri con i quali è riuscito a trasferire la propria coscienza nel corpo del padre, pochi secondi prima di morire). 
In seguito, Deahstroke continua la sua vita da mercenario, ma più di una volta continuerà ad agire da eroe occasionale, sia unendosi ai Titans e a Dick Grayson che in maniera autonoma.

## Poteri e abilità
Anche prima di essere sottoposto all'esperimento per l'immunità al siero della verità, Deathstroke era uno dei più temibili combattenti al mondo ma, in seguito ai potenziamenti, ha sviluppato caratteristiche fisiche ai limiti delle possibilità umane; grazie poi all'addestramento che ricevette nell'esercito (soprattutto da parte di Adeline Kane), è divenuto un eccezionale lottatore e tiratore scelto ed è abile anche nell'uso della katana (roteando due di queste spade contemporaneamente è riuscito a respingere le raffiche di colpi esplose da una mitragliatrice).
Sempre grazie all'esperimento, ha sviluppato doti mentali sovrumane: può infatti utilizzare il 90% del suo cervello, cosa che gli consente di prevedere le mosse dell'avversario da impercettibili movimenti del corpo e di elaborare, in anticipo, la migliore contromossa anche se il suo nemico è dotato di poteri sovrumani; per questo motivo, spesso, è sembrato in possesso di doti fisiche sovrumane quando invece di sovrumano ci sono solo le sue capacità strategiche e intuitive. La sua intelligenza e la sua velocità di pensiero gli permettono inoltre di ideare piani stupefacenti allo scopo di avere la meglio su avversari impossibili da contrastare in scontri diretti, strategie che può comunque adattare alle esigenze del caso in tempi brevissimi.
Deathstroke possiede inoltre un fattore di guarigione in grado di farlo guarire rapidamente dalla maggior parte delle ferite, è praticamente immune a tossine, droghe e veleni e dimostra anche un'eccezionale capacità di recupero e un invecchiamento rallentato (dovrebbe avere più di ottant'anni ma non ne dimostra più di trenta/quaranta). Tale capacità rigenerativa, tuttavia, non può guarire una parte del corpo recisa o distrutta (come il suo occhio destro) ma la sicurezza nelle proprie capacità lo ha addirittura spinto a sottolineare tale menomazione con la sua fantasiosa maschera e, malgrado questa menomazione, rimane uno dei più formidabili lottatori dell'Universo DC, riuscendo a fronteggiare (e, a volte, anche a sconfiggere) avversari formidabili come Batman e Nightwing.

## Altre versioni
- Nell'universo Amalgam, Deathstroke viene fuso con Devil della Marvel, divenendo Slade Murdock alias Dare the Terminator ed è (a differenza di Murdock e Wilson) una donna. Anche se totalmente cieca, da entrambi gli occhi, è comunque una dei migliori mercenari e spadaccini al mondo.
- Compare come uno degli antagonisti principali nella serie a fumetti Teen Titans Go! basata sulla serie animata Teen Titans.

## Altri media

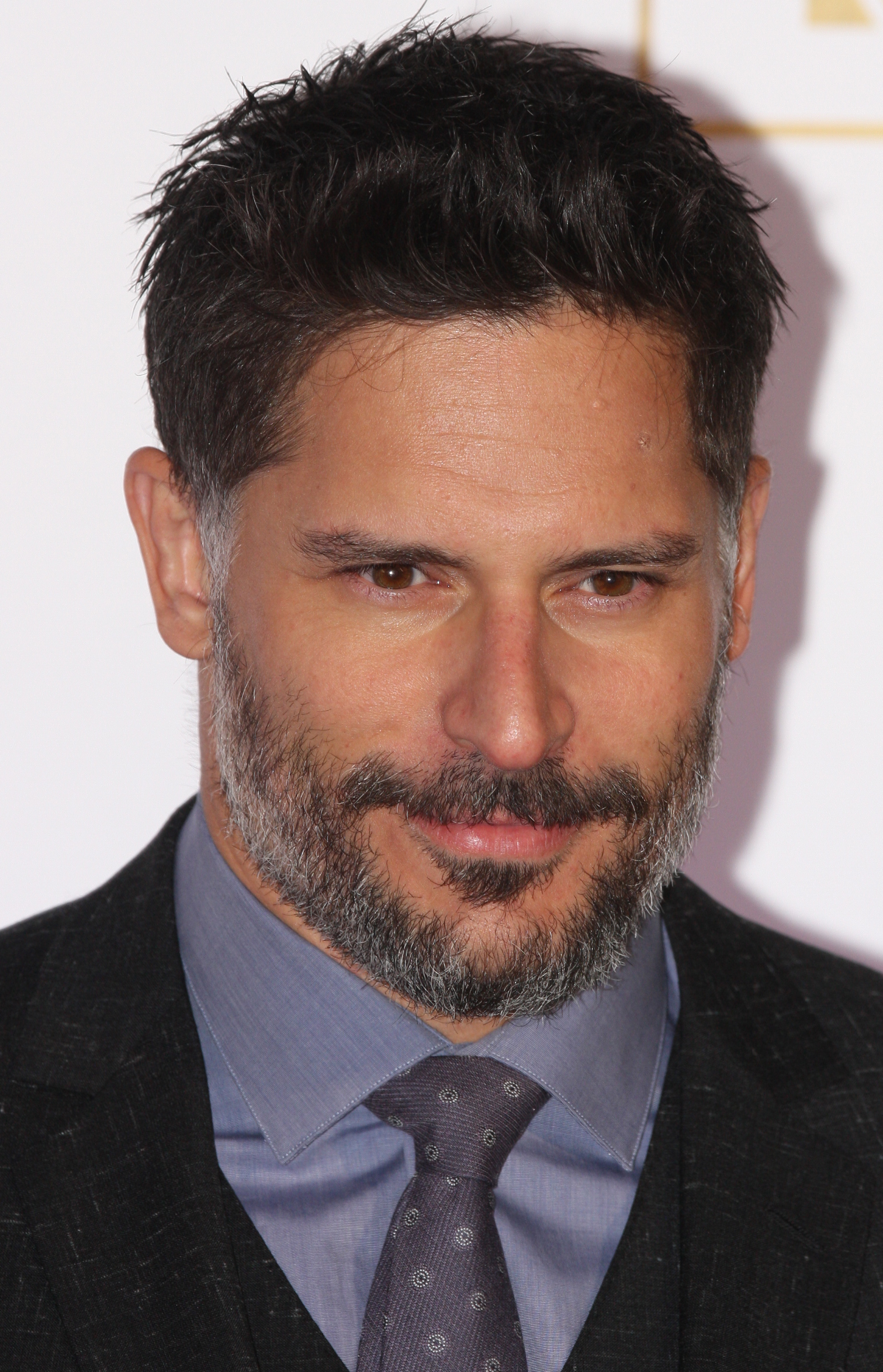
Joe Manganiello, interprete di Deathstroke nel DC Extended Universe, a partire dal film Justice League del 2017.

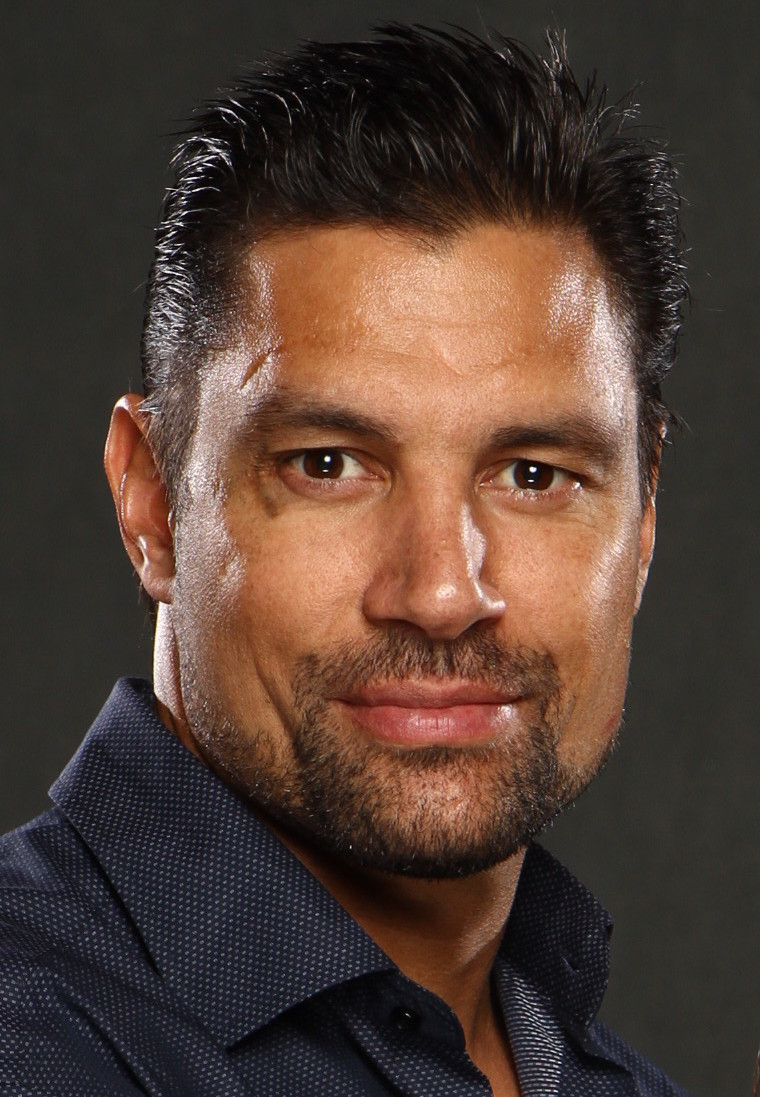
Manu Bennett, interprete di Deathstroke nella serie televisiva Arrow.

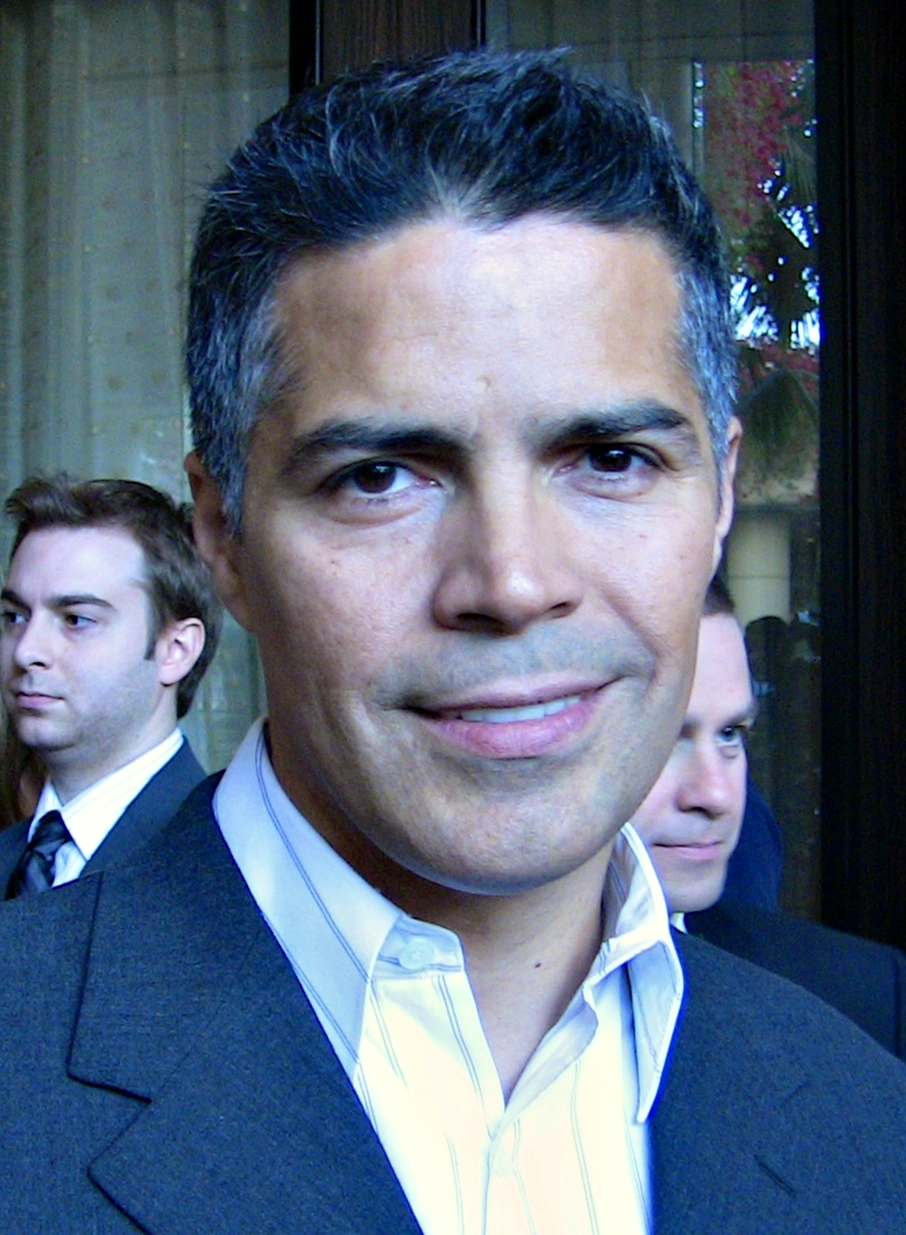
Esai Morales, interprete di Deathstroke nella serie televisiva Titans.

### Cinema

#### Film
Deathstroke appare nel DC Extended Universe, interpretato da Joe Manganiello.
- In Justice League, il personaggio appare nella scena dopo i titoli di coda, in cui accetta la proposta di Lex Luthor di creare una lega tutta loro[13].
- Nella director's cut di Zack Snyder's Justice League, Deathstroke appare in entrambe le scene dopo i titoli di coda. Nella prima, il mercenario apprende da Luthor l'identità segreta di Batman. Nella seconda, ambientata in un incubo di Wayne, fa squadra con Batman, Flash, Cyborg, Joker e Mera per combattere Darkseid.
- In alcuni concept art di The Suicide Squad - Missione suicida, era presente Deathstroke come leader della squadra e protagonista del film; tuttavia, venne successivamente scartato in favore di Bloodsport.
- Deathstroke sarebbe dovuto ritornare come antagonista principale nel film The Batman, con protagonista la versione dell'Uomo Pipistrello di Ben Affleck, in cui il supercriminale, dopo aver appreso l'identità segreta di Batman, era intento a distruggere pezzo dopo pezzo la sua vita, ma il progetto è stato cancellato.
- Nell'ottobre 2017 era stato annunciato un film incentrato sul personaggio, con Manganiello come protagonista, ma il progetto è stato cancellato nel marzo 2021.

#### Film d'animazione
- In Justice League: La crisi dei due mondi, appare la versione di Terra 3 di Slade Wilson ed è doppiato nella versione originale da Bruce Davison mentre in quella italiana da Enrico Maggi.
- In Justice League: The Flashpoint Paradox, appare una versione alternativa di Deathstroke (membro della resistenza contro gli atlantidei) ed è nuovamente doppiato da Ron Perlman[14].
- In Son of Batman, Deathstroke appare come uno dei nemici di Damian Wayne ed è doppiato da Thomas Gibson[15].
- In Teen Titans Go! - Il film, Deathstroke è l'antagonista principale della storia e appare, per la maggior parte del tempo, sotto le false spoglie della regista Jade Wilson; come nella serie animata originale, il suo nome è stato cambiato in Slade (Sladow nel doppiaggio italiano). Il personaggio è doppiato in originale da Will Arnett (Deathstroke) e Kristen Bell (Jade Wilson) mentre in italiano da Alessandro Budroni (Deathstroke) e Federica De Bortoli (Jade Wilson)[16].

### Televisione
- Nella quarta stagione di Lois & Clark - Le nuove avventure di Superman, appare un assassino di nome Deathstroke, interpretato da Antonio Sabàto Jr.; tuttavia, qui è un metaumano con poteri non ben chiariti e non un supersoldato.
- In Teen Titans, Deathstroke appare con il nome di Slade (Sladow nel doppiaggio italiano), doppiato nella versione originale da Ron Perlman e in quella italiana da Pierluigi Astore. In questa serie animata, Deathstroke è l'antagonista principale nelle prime due stagioni; alla fine della seconda stagione, viene ucciso da Terra e, pertanto, non appare nella terza stagione. Nella quarta stagione, viene resuscitato da Trigon e stringe un patto con lui ma, dopo essere stato tradito, aiuta i Titans a sconfiggerlo. In seguito, la sua ultima apparizione (seppur, in realtà, si tratti di un robot) avviene nell'ultimo episodio della quinta stagione, dove consiglia a Beast Boy di stare lontano da Terra.
- Nella decima serie di Smallville, Deathstroke è uno dei seguaci di Darkseid, interpretato da Michael Hogan e doppiato in italiano da Pasquale Anselmo. Nella serie, affronta Clark e i suoi amici, tra cui Hawkman, il quale muore dopo aver affrontato il soldato. Clark lo imprigiona nella Dimensione fantasma, ma Darkseid lo libera.
- Nella seconda stagione di Young Justice, è presente anche Deathstroke, doppiato inizialmente da Wentworth Miller e in seguito da Fred Tatasciore[17].
- In Arrow, Deathstroke, interpretato da Manu Bennett[18] e doppiato in italiano nuovamente da Pasquale Anselmo ha una parte considerevole nella genesi del supereroe. Compare anche nello spin-off Legends of Tomorrow (anche se l'episodio è ambientato nel 2046 e si tratta del figlio minore Grant, che indossa un costume identico a quello del padre).
- Deathstroke è uno degli antagonisti della serie animata Beware the Batman, doppiato da Robin Atkin Downes.
- Deathstroke è uno degli antagonisti della serie televisiva Titans, interpretato da Esai Morales e doppiato in italiano da Simone Mori.

### Videogiochi

Deathstroke in Mortal Kombat vs DC Universe

- Mortal Kombat vs DC Universe, sviluppato da Midway Amusement Games e Warner Bros. Interactive Entertainment (2008)
- DC Universe Online, sviluppato da Sony Online Austin (2011)
- Batman: Arkham City Lockdown, sviluppato da NetherRealm Studios (2011)
- LEGO Batman 2: DC Super Heroes, sviluppato da Traveller's Tales (2012)
- Injustice: Gods Among Us, sviluppato da NetherRealm Studios (2013)
- Batman: Arkham Origins, sviluppato da Warner Bros. Games Montréal (2013)
- LEGO Batman 3: Gotham e oltre, sviluppato da Traveller's Tales e Feral Interactive (2014)
- Batman: Arkham Knight, sviluppato da Rocksteady Studios (2015)

### Web-series
- Nightwing: The Series, il personaggio di Slade Wilson, ovvero Deathstroke è interpretato da Michael Tylo (2014)